# Park Forest
Park Forest – wieś w Stanach Zjednoczonych, w stanie Illinois, w hrabstwie Cook.